# Peau (film)
Pour les articles homonymes, voir Peau (homonymie) et Peel.
Pour plus de détails, voir Fiche technique et Distribution.
Peau (Peel) est un court métrage australien réalisé en 1982 par Jane Campion.

## Synopsis
Un père, sa sœur et son fils, en voyage, s'arrêtent au bord de la route pour une histoire d'épluchure (peel en anglais).

## Fiche technique
- Titre : Peau
- Titre original : Peel
- Autre titre : An Exercise in Discipline - Peel
- Réalisation : Jane Campion
- Production : Ulla Ryghe
- Scénario et mise en scène: Jane Campion
- Musique : Ralph Tyrrell
- Directeur de la photo : Sally Bongers
- Montage : Jane Campion
- Pays d'origine :  Australie
- Durée : 9 minutes
- Sortie : 1982

## Distribution
- Tim Pye : le père / le frère
- Katie Pye : la tante / la sœur
- Ben Martin : le fils / le neveu

## Récompenses et distinctions
- Peel reçoit la palme d'or du court métrage lors du Festival de Cannes 1986[1], faisant de Campion la première femme à recevoir cette récompense.